# Renodes croceiceps
Renodes croceiceps là một loài bướm đêm trong họ Erebidae.